# Pomnik Ofiar Zbrodni Katyńskiej we Wrocławiu
Pomnik Ofiar Zbrodni Katyńskiej (Pomnik Ofiar Katynia, Miednoje i Charkowa, więźniów obozów Kozielsk, Starobielsk, Ostaszków) we Wrocławiu – pomnik upamiętniający ofiary zbrodni katyńskiej. Autorem projektu pomnika jest Tadeusz Tchórzewski. Budowany w latach 1994–2000. Pomnik znajduje się w parku Juliusza Słowackiego, niedaleko ulicy Purkyniego, ok. 250 metrów na południowy zachód od głównego wejścia do Muzeum Narodowego we Wrocławiu. 
Uroczystość odsłonięcia pomnika odbyła się 22 września 2000 r. Odsłonięcia dokonał (w obecności rodzin pomordowanych, władz Wrocławia i Województwa Dolnośląskiego, przedstawicieli duchowieństwa, Wojska Polskiego, Policji i kombatantów), Andrzej Przewoźnik.
Pomnik usytuowany jest na planie krzyża, na powierzchni 380 m². Ma formę czterech płyt granitowych oraz dwóch figur z brązu: Anioła Śmierci i Piety Katyńskiej – Matki-Ojczyzny trzymającej w ramionach zamordowanego jeńca. Detale tej rzeźby zostały wykonane z wielką starannością. Jeniec w tylnej części głowy ma ranę wlotową po strzale oraz skrępowane na plecach ręce. Na ścianie postumentu z lewej strony wyryte są nazwy miejsc zbrodni, zaś na postumencie,  ze strony prawej – nazwy obozów jenieckich. Podłoże składa się z 22 tys. kostek brukowych ułożonych obok siebie. Każda kostka symbolizuje jedną ofiarę zbrodni. 
Na pomniku umieszczono tablicę z inskrypcją w języku polskim:

Wiosną 1940 roku z rozkazu Stalina strzałem w tył głowy zamordowano w Katyniu, Miednoje, Charkowie i w nieznanych miejscach byłego ZSSR 22 tysiące polskich oficerów, policjantów i innych jeńców z obozów Kozielsk, Ostaszków, Starobielsk
W hołdzie pomordowanym pomnik ten z inicjatywy stowarzyszenia „Dolnośląska Rodzina Katyńska” ufundowali rodacy
 Wrocław, w roku 1999 